# Elena Croce
Elena Croce (Nápoles, 3 de febrero de 1915 – Roma, 20 de noviembre de 1994) fue una traductora, escritora y ambientalista italiana.

## Biografía
Hija primogénita de Benedetto Croce y Adele Rossi, se graduó en jurisprudencia con veinte años, en 1935, con una tesis sobre el Parlamento de Aragón. Comenzó a trabajar como germanista, traduciendo autores alemanes. En 1937 se casó con Raimondo Craveri, con el que tuvo dos hijos, Piero y Benedetta Craveri. Con motivo de su boda, el poeta Achille Geremicca, amigo de familia, compuso una antología de versos.
Se trasladó a Roma con el fin de la Segunda Guerra Mundial, y entre 1948 y 1955 compartió con su marido la dirección de la revista literaria «Lo Spettatore Italiano», mientras su sala de estar comenzaba a estar repleta de «jóvenes cosmopolitas», de estudiosos, escritores, artistas y personajes de prestigio, tanto europeos como norteamericanos.
A ella se debe, entre otras, el reconocimiento de la novela de Lampedusa, El gatopardo, cuyo manuscrito había sido rechazado por el editor de Mondadori, y que había sido desdeñado por el crítico Elio Vittorini, de la editorial Einaudi. Croce lo recomendó a su amigo Giorgio Bassani, que lo hizo publicar en ediciones Feltrinelli en 1958. Durante esos años, Elena Croce, junto a sus traducciones, escribió ensayos y memorias.
Preocupada por el Medio Ambiente y el ecologismo, en 1956 fundó, junto a otros intelectuales como Bassani o Zanotti Bianco, la asociación Italia Nostra. El volumen La lunga guerra per l'ambiente documenta su reivindicación del Parque nacional de los Abruzos, Lacio y Molise en 1979. Denunció a menudo en los diarios nacionales la incuria y el abandono medioambiental en Italia, especialmente en el diario Il Globo durante la dirección de Mario Pirani, a menudo en colaboración con Muzi Epifani.
Su archivo está depositado en la Fundación Benedetto Croce, que contribuyó a consolidar. Participó, además, en la fundación, en 1975, del Instituto Italiano de Estudios Filosóficos.

## Obras

### Memorias
- Poeti e scrittori tedeschi dell'ultimo Settecento, Laterza, Bari 1951.
- Romantici tedeschi ed altri saggi, Edizioni scientifiche italiane, Nápoles, 1962.
- Francesco De Sanctis, con Alda Croce, Utet, Turín, 1964.
- Leo Longanesi. Un maestro della nostra editoria, Elsinore editrice, Roma, 1964.
- Lo snobismo liberale, Arnoldo Mondadori, Milano 1964; poi Adelphi, Milán, 1990.
- Ricordi familiari, Vallecchi, Florencia, 1962.
- L'infanzia dorata, Adelphi, Milán, 1966.
- Silvio Spaventa, Adelphi, Milán, 1969.
- In visita, Mondadori, Milán, 1972.
- La patria napoletana, A. Mondatori, Milán, 1974.
- Periplo italiano. Note sui narratori italiani dei primi secoli, A. Mondadori, Milán, 1977.
- L'infanzia dorata e ricordi familiari, Adelphi, Milán, 1979.
- La lunga guerra per l'ambiente, A. Mondadori, Milán, 1979.
- Il congedo del romanzo, A. Mondadori, Milán, 1982.
- Due città, Adelphi, Milán, 1985.
- Il romanticismo spagnolo. La splendida eredità di un romanticismo povero, Bulzoni, Roma, 1986.

### Traducciones
- Geoffrey Scott, L'architettura dell'umanesimo. Contributo alla storia del gusto, Laterza, Bari, 1939.
- Robert Vischer, Raffaello e Rubens. Due saggi di critica d'arte, Laterza, Bari, 1945.
- Summer Welles, Ore decisive, Einaudi, Turín, 1945.
- Herbert Lionel Matthews, I frutti del fascismo, Laterza, Bari, 1945.
- Jean Paul Richter, Fiori, frutti e spine, ossia vita coniugale, morte e nozze dell'avvocato dei poveri F.St. Siebenkas, Laterza, Bari, 1948.
- Richard Friedenthal, Goethe. La vita e i tempi, Mursia, Milán, 1966.
- Hugo von Hofmannsthal, Canto di vita e altre poesie, Einaudi, Turín, 1971.
- Adam Mickiewicz, I sonetti di Crimea e altre poesie, a cura di Elena Croce e Elisabetta Cywiak, Adelphi, Milán, 1977.
- Christoph Martin Wieland, Oberon. Poema eroico romantico in dodici canti, Rizzoli, Milán, 1993.

### Ediciones
- Federigo Verdinois, Profili letterari e ricordi giornalistici, Le Monnier, Florencia, 1949.
- Poeti del Novecento italiani e stranieri. Antologia, Einaudi, Turín, 1960.
- Narratori meridionale dell'Ottocento, con Alda Croce, Utet, Turín, 1970.
- Lettere di Silvio Spaventa a Benedetto Croce (1883-1892), con Alda Croce, in Un augurio a Raffaele Mattioli, Sansoni, Florencia, 1970.
- Adam Mickiewicz, I sonetti di Crimea e altre poesie, con E. Cywiak, Adelphi, Milán, 1977.
- Salvatore Di Giacomo, Poesie e prose, con L. Orfini, Arnoldo Mondadori, Milán, 1977.